# Warren County, Ohio
Warren County är ett administrativt område i delstaten Ohio, USA, med 212 693 invånare. Den administrativa huvudorten (county seat) är Lebanon. 

## Geografi
Enligt United States Census Bureau har countyt en total area på 1 054 km². 1 035 km² av den arean är land och 19 km² är vatten.      

### Angränsande countyn
- Montgomery County - nordväst
- Greene County - nordost
- Clinton County - öst
- Clermont County - söder
- Hamilton County - sydväst
- Butler County - väst

### Städer och samhällen
- Blanchester (delvis i Clinton County)
- Butlerville
- Carlisle (delvis i Montgomery County)
- Corwin
- Franklin
- Harveysburg
- Lebanon (huvudort)
- Loveland (delvis i Clermont County och i Hamilton County)
- Maineville
- Mason
- Middletown (delvis i Butler County)
- Monroe (delvis i Butler County)
- Morrow
- Pleasant Plain
- South Lebanon
- Springboro (delvis i Montgomery County)
- Waynesville